# 梗河二
梗河二（牧夫座σ，σ Boo）是牧夫座的一颗黄-白F型主序矮星，视星等为+4.47，距离地球约50.4光年。
在中文里，梗河 ()是由梗河一（牧夫座ε）、梗河二（牧夫座σ）、梗河三（牧夫座ρ）组成的星群。
梗河二位于梗河三的东南部，看起来这像一对目视双星，但实际上仅仅是二者的位置接近同一视线方向而已。与多数F型恒星类似，梗河二是一颗盾牌座δ变星，在数小时内有多个光变周期。